# Ortodoxia
A ortodoxia (com "o" minúsculo) significa conformidade com os princípios de qualquer doutrina geralmente aceita, em contraste com as doutrinas divergentes, que são consideradas falsas e rejeitadas como heterodoxia. A doutrina predominante prevalece sobre as doutrinas divergentes, domina a percepção pública e, assim, define efetivamente a norma, ou seja, a doutrina "correta". Mas a visão predominante às vezes pode ser derrubada por uma "revolução copernicana", de modo que a visão que prevalecia anteriormente dá lugar a um novo consenso, que se torna a nova ortodoxia.
O termo "Ortodoxo", com "O" maiúsculo, é comummente aplicado como denominação distinta a dois grupos específicos de igrejas cristãs conhecidas como Igrejas Ortodoxas, assim chamadas mesmo por aqueles que questionam a sua reivindicação de serem exclusivamente ortodoxas.

## Variedade de campos
O termo "ortodoxia" é aplicado em particular à adesão a um ensino religioso, mas também a outros campos.
Fala-se, por exemplo, da ortodoxia marxista e da ortodoxia dos líderes do Partido Comunista Brasileiro que Carlos Marighella abandonou.
Um partido cubano fundado em 1947 por Eduardo Chibás, para combater a corrupção do governo e do aparato estatal, com atos marcadamente reformistas, se definiu "ortodoxo" ("Partido del Pueblo Cubano – Ortodoxos, PPC-O).[carece de fontes?]
Miguel de Unamuno observou: "Um preceptivo revolucionário ainda é prescritivo e tão absurdo quanto a ortodoxia acadêmica é a ortodoxia anti-acadêmica".
Com a expressão "economia ortodoxa" se refere às teorias econômicas predominantemente ensinadas nas universidades. É usada em contraste com a expressão "economia heterodoxa", constituída por abordagens não hegemônicas nos meios acadêmicos, tais como a economia austríaca, a economia keynesiana e a economia marxiana.

## Budismo
No budismo, são consideradas ortodoxas as doutrinas que concordam com certos textos que as várias ordens monásticas budistas consideram autoritários, e o termo "budismo ortodoxo" implica fé correta, votos adequados, entendimento correto, comportamento correto, confiança genuína. Os textos ortodoxos são os do cânone na língua Páli.

## Cristianismo

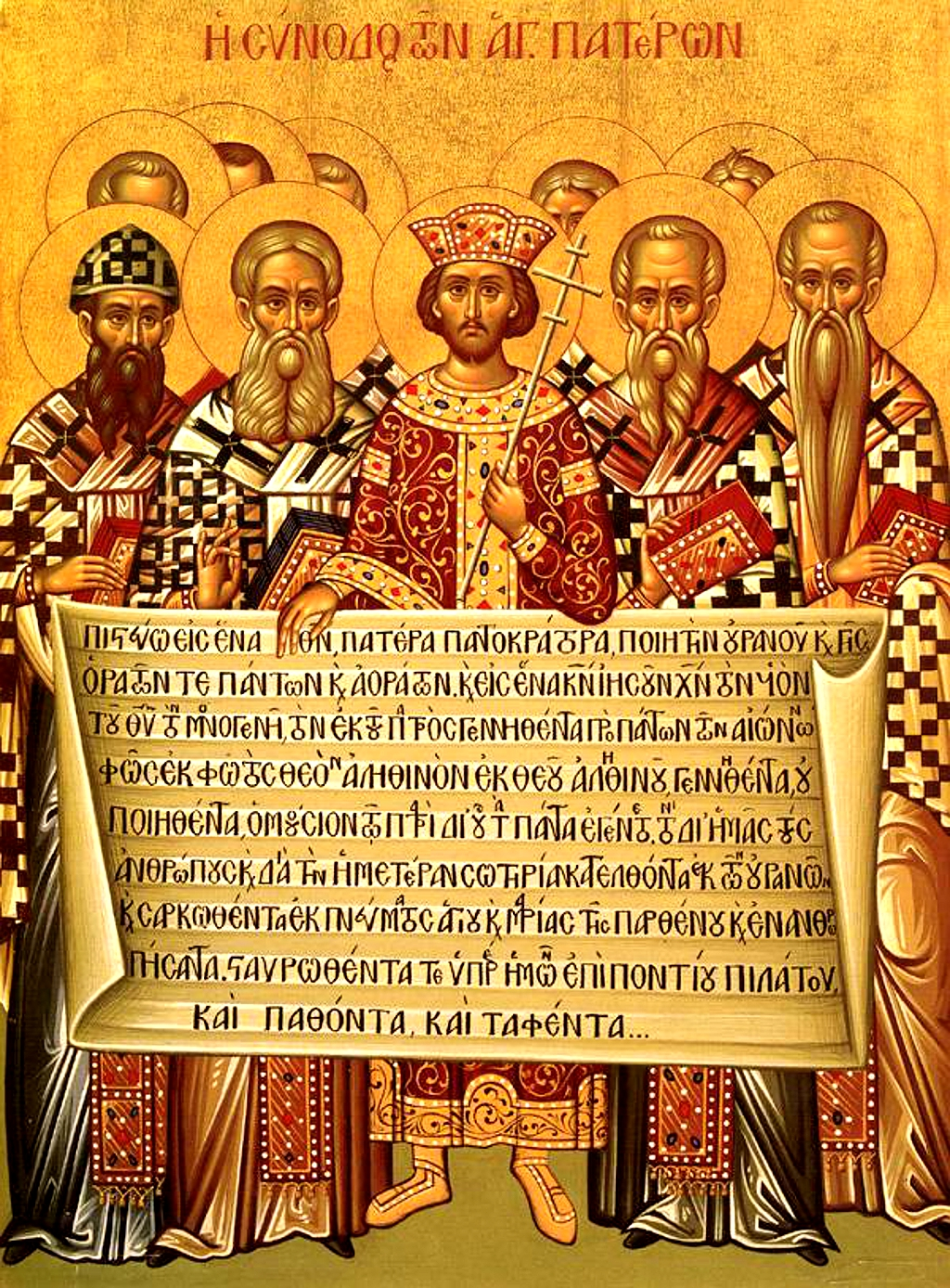
A adesão ao Credo Niceno é um teste comum de ortodoxia no cristianismo. O ícone retrata Constantino e os Padres do Primeiro Concílio de Niceia (325). O texto mostrado é, no entanto, o Credo atribuído ao Primeiro Concílio de Constantinopla (381), com as alterações posteriores para uso na liturgia grega.

Em geral, os cristãos consideram essencial manter inviolável a ortodoxia da doutrina, convencidos que certas declarações incorporam com precisão a verdade revelada do cristianismo e por esse motivo são normativas para toda a Igreja. Rejeitaram ideias como as dos gnósticos do século II e posteriormente as do arianismo e compuseram profissões de fé ("credos") das quais consideravam essencial a aceitação para os que tinham a mesma fé e comunhão. Mesmo entre os protestantes, os conservadores veem como essencial a ortodoxia em relação à obra salvadora de Cristo, enquanto os liberais consideram equivocado e amortecedor buscar a ortodoxia.

## Islão
O termo ortodoxia, em relação ao Islão, é usado de maneira diferente ou completamente rejeitada. O Islão sunita, que é a religião predominante no Islão, é frequentemente visto como uma forma ortodoxa do Islão. No entanto, essa definição é difícil: por um lado, é muito estreita, porque a forma xiita do islão também tem características de uma fé ortodoxa e a separação entre o islamismo sunita e o islamismo xiita tem sido frequentemente sem limites claros ao longo da história. Entre os sunitas e xiitas, sempre houve uma forte consciência de que a outra religião também faz parte do Islão.

## Judaísmo
O termo "judaísmo ortodoxo" abrange as crenças e práticas dos judeus fiéis à lei transmitida a Moisés no Monte Sinai, com as interpretações tradicionais estabelecidas ao longo dos séculos. Os judeus ortodoxos consideram a lealdade a uma cadeia de transmissão de halacá central desde o tempo de Moisés até hoje, incluindo os editores do Talmude e comentaristas posteriores. Um judeu ortodoxo é aquele que reconhece que deve se comportar de acordo com o halacá, o "corpus" de regras estabelecidas pela tradição oral, desde o Talmude até hoje.
Dentro da ortodoxia religiosa judaica, dois ramos se diferenciaram gradualmente: os ortodoxos e os ultraortodoxos. Os sociólogos israelianos costumam fazer uma distinção entre judeus seculares, tradicionalistas (prática religiosa parcial), ortodoxos (prática religiosa estrita, mas imersão no mundo moderno) e ultraortodoxo — ou haredim — caracterizado por uma prática religiosa estrita, uma ampla rejeição da modernidade e um desejo de forte separatismo social: roupas específicas, bairros específicos, instituições religiosas específicas. A proporção de haredim permanece aproximadamente estável.